# Alectis

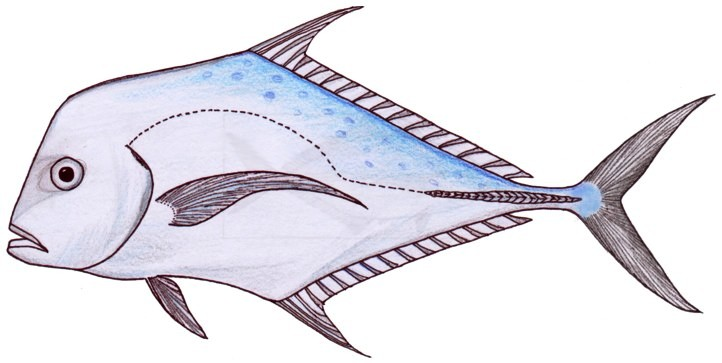
Rajz az Alectis indicáról

Az Alectis a csontos halak (Osteichthyes) főosztályának a sugarasúszójú halak (Actinopterygii) osztályába, ezen belül a sügéralakúak (Perciformes) rendjébe és a tüskésmakréla-félék (Carangidae) családjába tartozó nem.

## Előfordulásuk
Az Alectis-fajok a Föld trópusi és szubtrópusi részein élnek. Fajtól függően az Atlanti-, az Indiai- és a Csendes-óceánban találhatók meg. Egyes faj a Vörös-, valamint a Földközi-tengerben is fellelhető.

## Megjelenésük
E halfajok hossza 60-165 centiméter között, míg testtömege 3,2-25 kilogramm között van. Az Alectis-fajok többé-kevésbé pikkely nélküliek. A fiatal példányok úszóiból vékony szálak lógnak. A halak általában ezüstös színűek, fajonként különböző kismértékű foltozással.

## Életmódjuk
Mindegyik faj a korallzátonyokon vagy ezek közelében él; 100 méternél mélyebbre nem úsznak le. Táplálékuk rákok, kalmárok és kisebb halak.

## Szaporodásuk
Ikráik a nyílt vizen sodródnak.

## Felhasználásuk
Mindegyik fajt halásszák kisebb-nagyobb mértékben. A nagyobb Alectis-fajokat a sporthorgászok is kedvelik. Városi és magán akváriumokban is tartják, bár néhányuk nemigen tűri a fogságot. Húsuk ízletes, azonban Ciguatera mérgezést okozhatnak.

## Rendszerezés
A nembe az alábbi 3 élő és 1 fosszilis faj tartozik:
- Alectis alexandrina (É. Geoffroy Saint-Hilaire, 1817)
- Alectis ciliaris (Bloch, 1787) - típusfaj
- Alectis indica (Rüppell, 1830)
- Alectis simus (Stinton, 1979) - fosszilis faj